# بیدکرد گم
بیدکرد گم یک روستا در ایران است که در شهرستان نهبندان در استان خراسان جنوبی واقع شده‌است. بیدکرد گم ۶۸ نفر جمعیت دارد.

## جمعیت
این روستا در دهستان نه قرار دارد و براساس سرشماری مرکز آمار ایران در سال ۱۳۸۵، جمعیت آن ۶۸ نفر (۹ خانوار) بوده‌است.